# Glabrocyphella bananae
Glabrocyphella bananae är en svampart som först beskrevs av Mordecai Cubitt Cooke, och fick sitt nu gällande namn av W.B. Cooke 1961. Glabrocyphella bananae ingår i släktet Glabrocyphella och familjen Marasmiaceae.   Inga underarter finns listade i Catalogue of Life.